# Edward Dobija
Edward Dobija (ur. 25 lipca 1929 w Buczkowicach, zm. 4 listopada 2018 w Piasecznie) – polski działacz partyjny i państwowy, wiceminister budownictwa i przemysłu materiałów budowlanych (1972–1977), wojewoda włocławski (1977–1980).

## Życiorys
Syn Wiktorii i Wilhelma. W 1948 wstąpił do PZPR. Był kierownikiem wydziału Budownictwa stołecznego Komitetu Wojewódzkiego PZPR. W latach 1965–1972 był zastępcą przewodniczącego Stołecznej Rady Narodowej (odpowiednik obecnego wiceprezydenta miasta), był m.in. odpowiedzialny za inwestycje. Od 1972 do 1977 pełnił funkcję podsekretarza stanu w Ministerstwie Budownictwa i Przemysłu Materiałów Budowlanych.
Od 27 lipca 1977 do 20 listopada 1980 pełnił funkcję wojewody włocławskiego. W okresie od 13 grudnia 1981 do 27 stycznia 1982 internowany w ośrodku odosobnienia w Głębokiem. Został pochowany na Cmentarzu Wojskowym na Powązkach.

## Odznaczenia
- Złoty Krzyż Zasługi[3]